# Список умерших в 1079 году

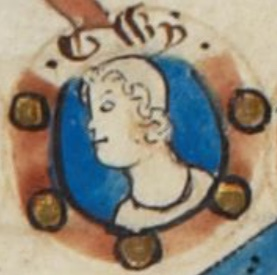
Эд I де Пентьевр

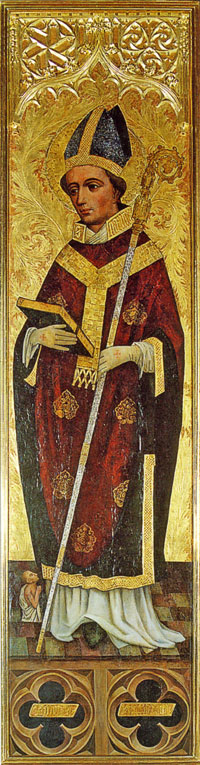
Станислав Щепановский

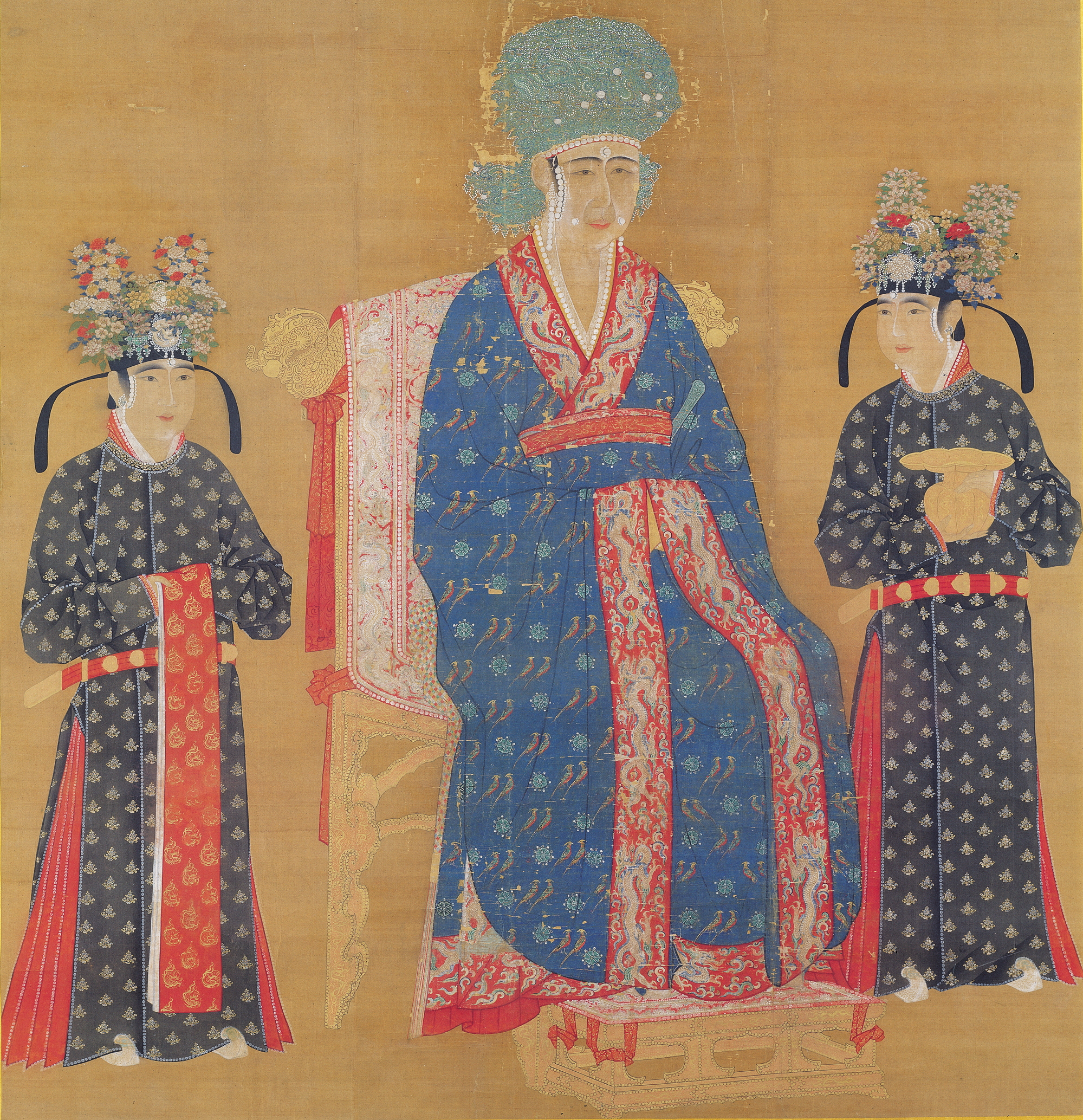
Императрица Као

В этой статье представлен список известных людей, умерших в 1079 году.
См. также: Категория:Умершие в 1079 году

## Январь
- 7 января — Эд I де Пентьевр — первый граф де Пентьевр (с 1035), регент Бретани (1040—1047).
- 8 января — Адель Французская — дочь короля Франции Роберта II, в браке — герцогиня Нормандии (1027) и графиня Фландрии (1035—1065).

## Апрель
- 11 апреля — Станислав Щепановский — архиепископ Кракова (1072—1079), святой римско-католической церкви. Убит

## Май
- 5 мая — Эберхард[нем.] — епископ Наумбурга (1045—1079)

## Август
- 2 августа — Роман Святославич Красный — князь тмутараканский (1069—1079). Убит.
- 5 августа — Хецило[нем.] — епископ Хильдесхайма (1054—1079)

## Декабрь
- 5 декабря — Мабель де Беллем — баронесса Алансон, Сиз и Беллем, первая графиня-консорт Шрусбери, жена Роджера Монтгомери

## Дата неизвестна или требует уточнения
- Аделаида Туринская — супруга короля (антикороля) Германии Рудольфа Швабского.
- Атсыз бен Увак — туркменский полководец.
- Вэнь Тун — китайский художник, каллиграф и поэт.
- Гиг II д’Альбон — граф Грезиводана и Бриансонэ (с 1070).
- Гуго II — граф Шалона с 1065 года.
- Де Мийо, Бернар — католический церковный деятель, кардинал-священник.
- Иньиго Лопес — первый синьор Бискайи
- Императрица Као[англ.] —императрица-консорт Китая (1034—1063), жена императора Жэнь-цзуна, регент империи Сун (1063—1064).
- Никифор Василаки — византийский полководец, который в 1078—1079 годах оспаривал престол у Никифора III Вотаниата, но был побеждён Алексеем Комнином.
- Хокан Рыжий — шведский конунг.